# Церенско училище
Церенското училище (на македонска литературна норма: Церенско училиште) е училище в малешевското село Цера, Северна Македония. Разположено е в махалата Долна Цера. Филиал е на Основно училище „Св. св. Кирил и Методий“ в град Каменица (Македонска каменица).
Училището отваря в 1910 година и е изградено с помощта на местното население. По време на отварянето си училището е едно от най-модерните в околността. Към 2018 година в него се обучават пет ученици.
В мазето на училището има костница за останките на загиналите сръбски войници при Говедарник, Осогово, Редки буки, Пресека по време на Междусъюзническата война. В 1979 - 1980 г. костницата е реставрирана и консервирана.